# Malaysia International Series 2017
Die Malaysia International Series 2017 im Badminton fand vom 11. bis zum 16. Juli 2017 in Kuala Lumpur statt.

## Sieger und Platzierte
| Disziplin    | Gold                                         | Silber                             | Bronze                                  |
| ------------ | -------------------------------------------- | ---------------------------------- | --------------------------------------- |
| Herreneinzel | Loh Kean Yew                                 | Cheam June Wei                     | Lee Zii Jia                             |
| Herreneinzel | Loh Kean Yew                                 | Cheam June Wei                     | Tan Jia Wei                             |
| Dameneinzel  | Kisona Selvaduray                            | Lee Ying Ying                      | Thinaah Muralitharan                    |
| Dameneinzel  | Kisona Selvaduray                            | Lee Ying Ying                      | Thamolwan Poopradubsil                  |
| Herrendoppel | Lee Jian Yi Lim Zhen Ting                    | Chen Tang Jie Soh Wooi Yik         | Razif Abdul Latif Bagus Harya           |
| Herrendoppel | Lee Jian Yi Lim Zhen Ting                    | Chen Tang Jie Soh Wooi Yik         | Nur Mohd Azriyn Ayub Jagdish Singh      |
| Damendoppel  | Soong Fie Cho Tee Jing Yi                    | Kittipak Dubthuk Natcha Saengchote | Pattaranan Chamnaktan Thanyasuda Wongya |
| Damendoppel  | Soong Fie Cho Tee Jing Yi                    | Kittipak Dubthuk Natcha Saengchote | Ririn Amelia Anna Cheong Ching Yik      |
| Mixed        | Yantoni Edy Saputra Marsheilla Gischa Islami | K. Nandagopal Mahima Aggarwal      | Lim Zhen Ting Chin Kah Mun              |
| Mixed        | Yantoni Edy Saputra Marsheilla Gischa Islami | K. Nandagopal Mahima Aggarwal      | Andika Ramadiansyah Mychelle Bandaso    |